# أبو يوسف الجصاص
يعقوب بن عبد الرّحمَن بن أحمد بن يعقوب البغدادي الْجَصَّاص الدَّعَّاء، وكنيته أبو يوسف، (تُوفيّ في عام 331 هـ بِبغداد)، هُوّ واعظ وعالم من علماء المسلمين في زمانه وأحد رواة الحديث النبوي.

## سيرته
وُلِد في بغداد ولا تُعرف سنة مولده، اشتُهِر برواية الحديث النبوي وكان واعظاً ومن مشايخ العِلم في زمانه ووصفه الإمام الذهبي حينما ترجم له: «الشيخ العالم الواعظ أبو يوسف ، يعقوب بن عبد الرحمن بن أحمد بن يعقوب البغدادي الجصاص الدعاء.»
روى الحديث عن: أبو حذافة أحمد بن إسماعيل السهمي، وحفص بن عمرو الربالي، وحميد بن الربيع، وعلي بن إشكاب، وعلي بن عمرو الأنصاري، وعدة غيرهم.
وحدث عنه: الدارقطني، وعبد الله بن محمد الحنائي، وإسماعيل بن زنجي، وأبو الحسين بن جميع، وآخرون غيرهم.
ترجم له العديد من العلماء، منهم: الذهبي في كتابه سير أعلام النبلاء تحت باب الطبقة الثامنة عشر ، وابن العماد الحنبلي في كتابه شذرات الذهب في أخبار من ذهب، وابن حجر العسقلاني في كتابه لسان الميزان ، وغيرهم.
يُعد من رواة الحديث المجروحين إذ نقل ابن حجر العسقلاني والذهبي قول الخطيب البغدادي فيه حيثُ قال عنه: «في حديثه وهمٌ كثيرٌ.»، وقال عنه الحافظ أبو محمد الحسن بن غلام الزهري: «ليس بالمُرضي..».
وقد روى الدارقطني في كتابه غرائب مالك:
| أبو يوسف الجصاص | حدثنا الجصاص مرتين، مرة قال: حدثنا أبو حذافة حدثنا مالك عن نافع عن ابن عمر رضي الله عنهما: أن رسول الله ﷺ دخل مكة وعلى رأسه المغفر. ومرة قال: حدثنا محمد بن أحمد بن السكن أبو خراشة حدثنا أبو عاصم عن مالك عن نافع عن ابن عمر رضي الله عنهما: أن النبي ﷺ دخل مكة وعلى رأسه المغفر. | أبو يوسف الجصاص |

ثُمّ أردف الدارقطني بعد ذلك عن بطلان إسناد الحديثين: «وكلاهُما باطلٌ بهذا الإسناد.»، ولكنَّ ابن حجر العسقلاني رد على كلام الدارقطني هذا وقال:
| أبو يوسف الجصاص | كنتُ أظن أن هذا من أوهام أبي حذافة فإني أنبئتُ عمن سمع الحافظ الضياء أن زاهر بن أبي طاهر أخبرهم أخبرنا زاهر بن طاهر أخبرنا الكنجروذي أخبرنا الطرازي أخبرنا يعقوب بن عبد الرحمن الجصاص حَدَّثَنا أحمد بن إسماعيل حَدَّثَنا مالك عن نافع عن ابن عمر رضي الله عنهما به. | أبو يوسف الجصاص |

ثُمّ أضاف ابن حجر العسقلاني كلام الحافظ أبو عمرو سعيد بن القاسم بن العلاء البرذعي الطرازي عن إسناد الحديث: «هذا حديث غلط فيه أبو حذافة وإنما رواه مالك، عَن الزهري، عَن أنس.»
وأعقب ابن حجر العسقلاني بعده: «ورواه الحاكم في تاريخه، عَن عَلِيّ بن محمد عن يعقوب وقد تبين من كلام الدارقطني أن الواهم فيه يعقوب لا أحمد بن إسماعيل.»
ومن الأحاديث التي رواها الجصاص وقد أورده الذهبي:
| أبو يوسف الجصاص | أخبرنا عمر بن عذير، أخبرنا عبد الصمد بن محمد حضوراً، أخبرنا علي بن المسلم، أخبرنا أبو نصر بن طلاب، أخبرنا محمد بن أحمد بصيدا، قال: حدثنا يعقوب بن عبد الرحمن الواعظ، حدثنا حميد بن الربيع، حدثنا حفص بن غياث، عن الأعمش، عن إبراهيم، عن عبيدة، عن عبد الله، قال: قال رسول الله ﷺ: اقرأ عليّ سورة النساء. قلتُ: أقرأ عليك، وعليك أُنزِل ؟ !! قال: إني أشتهي أسمعه من غيري. فقرأتُ حتى انتهيت إلى قوله: فكيف إذا جئنا من كل أمة بشهيد وجئنا بك على هؤلاء شهيدا ًقال: فسالت عيناه، فسكتُ. | أبو يوسف الجصاص |

حسبما روى الخطيب البغدادي فإنَّ يعقوب تُوفيّ في عام 331 هـ بِبغداد، العراق.